# Liga Europea masculina de hockey línea 2017
La Liga Europea de hockey línea 2017 (en inglés y oficialmente, European League) es la máxima competición anual masculina por equipos de hockey en línea. El torneo se celebra entre el 2 y el 5 de marzo de 2017 en Valladolid, España. La CERILH organiza la competición.

## Equipos
| Equipos participantes | Equipos participantes | Equipos participantes | Equipos participantes |
| --------------------- | --------------------- | --------------------- | --------------------- |
| Espanya HC            | CPL Valladolid        | HC Rubí CP            | Rethel Ardennes       |
| Garges Tigers         | IHCSF Linth           | Z-fighters            | Olomouc Eagles        |
| Chap's Roller HC      | HC Milano Quanta      | Norton Cyclones       | Nordhessen Hornets    |

## Primera fase

### Grupo A
| Pos. | Equipo          | Pt | P.J. | P.G. | P.G.E | P.P.E | P.P. | G.F. | C.C. |
| ---- | --------------- | -- | ---- | ---- | ----- | ----- | ---- | ---- | ---- |
| 1    | Rethel Ardennes | 7  | 3    | 2    | 0     | 1     | 0    | 18   | 3    |
| 2    | HC Rubí CP      | 5  | 3    | 1    | 1     | 0     | 1    | 9    | 7    |
| 3    | Z-fighters      | 3  | 3    | 1    | 0     | 0     | 2    | 7    | 19   |
| 4    | Olomouc Eagles  | 3  | 1    | 0    | 0     | 0     | 2    | 8    | 13   |

| Fecha      | Hora  | Partido         | Partido | Partido         |
| ---------- | ----- | --------------- | ------- | --------------- |
| 2 de marzo | 16:00 | Rethel Ardennes | 0-1     | HC Rubí CP      |
| 2 de marzo | 16:15 | Olomouc Eagles  | 2-4     | Z-fighters      |
| 3 de marzo | 09:00 | Rethel Ardennes | 7-1     | Olomouc Eagles  |
| 3 de marzo | 09:30 | HC Rubí CP      | 6-2     | Z-fighters      |
| 3 de marzo | 13:30 | Z-fighters      | 1-11    | Rethel Ardennes |
| 3 de marzo | 15:00 | HC Rubí CP      | 2-5     | Olomouc Eagles  |

### Grupo B
| Pos. | Equipo           | Pt | P.J. | P.G. | P.G.E | P.P.E | P.P. | G.F. | C.C. |
| ---- | ---------------- | -- | ---- | ---- | ----- | ----- | ---- | ---- | ---- |
| 1    | Garges Tigers    | 9  | 3    | 3    | 0     | 0     | 0    | 27   | 4    |
| 2    | Espanya HC       | 6  | 3    | 2    | 0     | 0     | 1    | 27   | 8    |
| 3    | IHCSF Linth      | 3  | 3    | 1    | 0     | 0     | 1    | 26   | 11   |
| 4    | Chap's Roller HC | 0  | 3    | 0    | 0     | 0     | 3    | 0    | 57   |

| Fecha      | Hora  | Partido          | Partido | Partido          |
| ---------- | ----- | ---------------- | ------- | ---------------- |
| 2 de marzo | 19:30 | Garges Tigers    | 4-1     | IHCSF Linth      |
| 2 de marzo | 20:30 | Espanya HC       | 17-0    | Chap's Roller HC |
| 3 de marzo | 12:00 | Garges Tigers    | 4-3     | Espanya HC       |
| 3 de marzo | 12:30 | IHCSF Linth      | 21-0    | Chap's Roller HC |
| 3 de marzo | 18:00 | IHCSF Linth      | 4-7     | Espanya HC       |
| 3 de marzo | 21:00 | Chap's Roller HC | 0-19    | Garges Tigers    |

### Grupo C
| Pos. | Equipo             | Pt | P.J. | P.G. | P.G.E | P.P.E | P.P. | G.F. | C.C. |
| ---- | ------------------ | -- | ---- | ---- | ----- | ----- | ---- | ---- | ---- |
| 1    | CPL Valladolid     | 8  | 3    | 2    | 1     | 0     | 0    | 19   | 3    |
| 2    | Norton Cyclones    | 7  | 3    | 2    | 0     | 1     | 0    | 14   | 3    |
| 3    | HC Milano Quanta   | 3  | 3    | 1    | 0     | 0     | 2    | 10   | 4    |
| 4    | Nordhessen Hornets | 0  | 3    | 0    | 0     | 0     | 3    | 1    | 34   |

| Fecha      | Hora  | Partido            | Partido | Partido            |
| ---------- | ----- | ------------------ | ------- | ------------------ |
| 2 de marzo | 17:30 | CPL Valladolid     | 14-0    | Nordhessen Hornets |
| 2 de marzo | 20:30 | HC Milano Quanta   | 0-1     | Norton Cyclones    |
| 3 de marzo | 10:30 | HC Milano Quanta   | 1-2     | CPL Valladolid     |
| 3 de marzo | 11:00 | Norton Cyclones    | 11-0    | Nordhessen Hornets |
| 3 de marzo | 16:30 | Nordhessen Hornets | 1-9     | HC Milano Quanta   |
| 3 de marzo | 19:30 | Norton Cyclones    | 2-3     | CPL Valladolid     |

## Segunda Ronda

### Grupo D
| Pos. | Equipo          | Pt | P.J. | P.G. | P.G.E | P.P.E | P.P. | G.F. | C.C. |
| ---- | --------------- | -- | ---- | ---- | ----- | ----- | ---- | ---- | ---- |
| 1    | Rethel Ardennes | 5  | 2    | 1    | 1     | 0     | 0    | 7    | 5    |
| 2    | Espanya HC      | 4  | 2    | 1    | 0     | 1     | 0    | 5    | 4    |
| 3    | Norton Cyclones | 0  | 2    | 0    | 0     | 0     | 2    | 4    | 7    |

| Fecha      | Hora  | Partido         | Partido | Partido         |
| ---------- | ----- | --------------- | ------- | --------------- |
| 4 de marzo | 09:00 | Rethel Ardennes | 3-2     | Espanya HC      |
| 4 de marzo | 13:30 | Espanya HC      | 3-1     | Norton Cyclones |
| 4 de marzo | 18:30 | Norton Cyclones | 3-4     | Rethel Ardennes |

### Grupo E
| Pos. | Equipo         | Pt | P.J. | P.G. | P.G.E | P.P.E | P.P. | G.F. | C.C. |
| ---- | -------------- | -- | ---- | ---- | ----- | ----- | ---- | ---- | ---- |
| 1    | HC Rubí CP     | 5  | 2    | 1    | 1     | 0     | 0    | 4    | 2    |
| 2    | Garges Tigers  | 3  | 2    | 1    | 0     | 0     | 1    | 2    | 2    |
| 3    | CPL Valladolid | 1  | 1    | 0    | 1     | 0     | 1    | 3    | 5    |

| Fecha      | Hora  | Partido        | Partido | Partido        |
| ---------- | ----- | -------------- | ------- | -------------- |
| 4 de marzo | 10:30 | Garges Tigers  | 0-1     | HC Rubí CP     |
| 4 de marzo | 15:00 | HC Rubí CP     | 3-2     | CPL Valladolid |
| 4 de marzo | 21:30 | CPL Valladolid | 1-2     | Garges Tigers  |

## Ronda final

### Semifinales
| Fecha      | Hora  | Partido         | Partido | Partido       |
| ---------- | ----- | --------------- | ------- | ------------- |
| 5 de marzo | 10:00 | Rethel Ardennes | 4-0     | Garges Tigers |
| 5 de marzo | 11:30 | HC Rubí CP      | 2-3     | Espanya HC    |

### Finales
- Quinto y sexto puesto

| Fecha      | Hora  | Partido         | Partido | Partido        |
| ---------- | ----- | --------------- | ------- | -------------- |
| 5 de marzo | 13:00 | Norton Cyclones | 2-5     | CPL Valladolid |

- Tercer y cuarto puesto

| Fecha      | Hora  | Partido       | Partido | Partido    |
| ---------- | ----- | ------------- | ------- | ---------- |
| 5 de marzo | 16:00 | Garges Tigers | 5-1     | HC Rubí CP |

- Final

| Fecha      | Hora  | Partido         | Partido | Partido    |
| ---------- | ----- | --------------- | ------- | ---------- |
| 5 de marzo | 17:30 | Rethel Ardennes | 4-3     | Espanya HC |

| Bandera de Francia        |
| Rethel Ardennes 7º título |